# Gestion des déchets radioactifs
Pour des articles plus généraux, voir Gestion des déchets et Déchet radioactif.

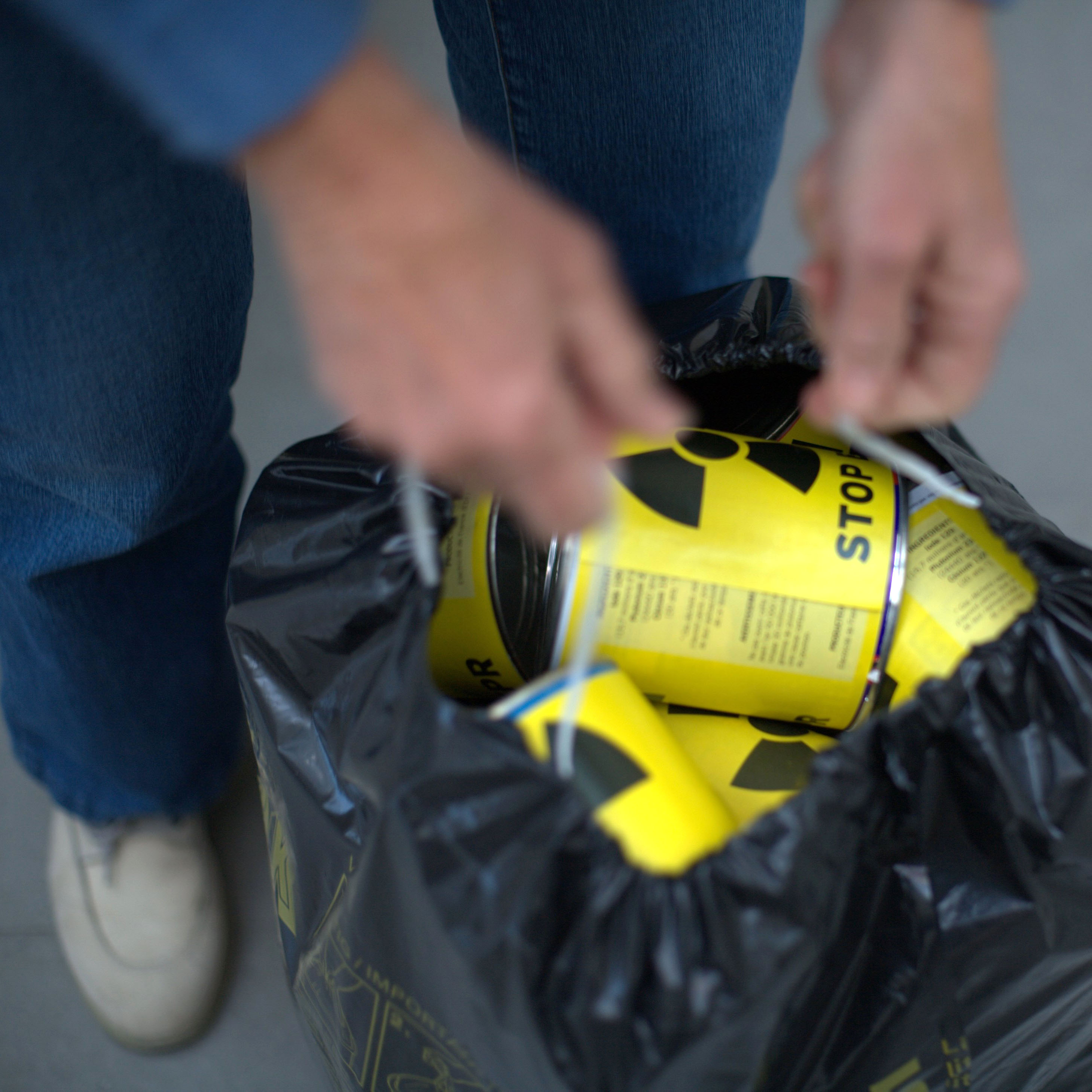
Déchets nucléaires.

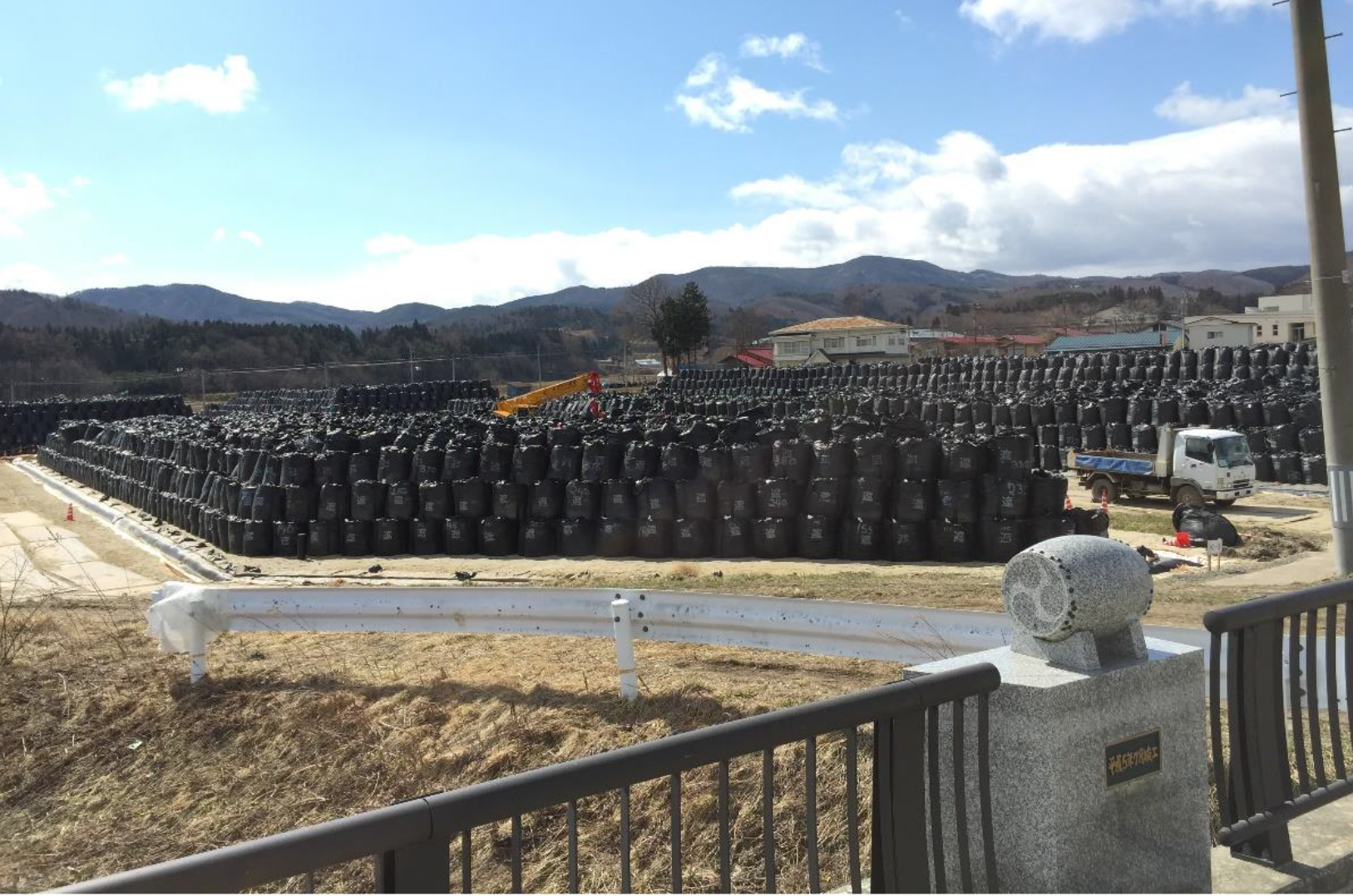
Site de stockage des déchets nucléaires de l’incident de Fukushima.

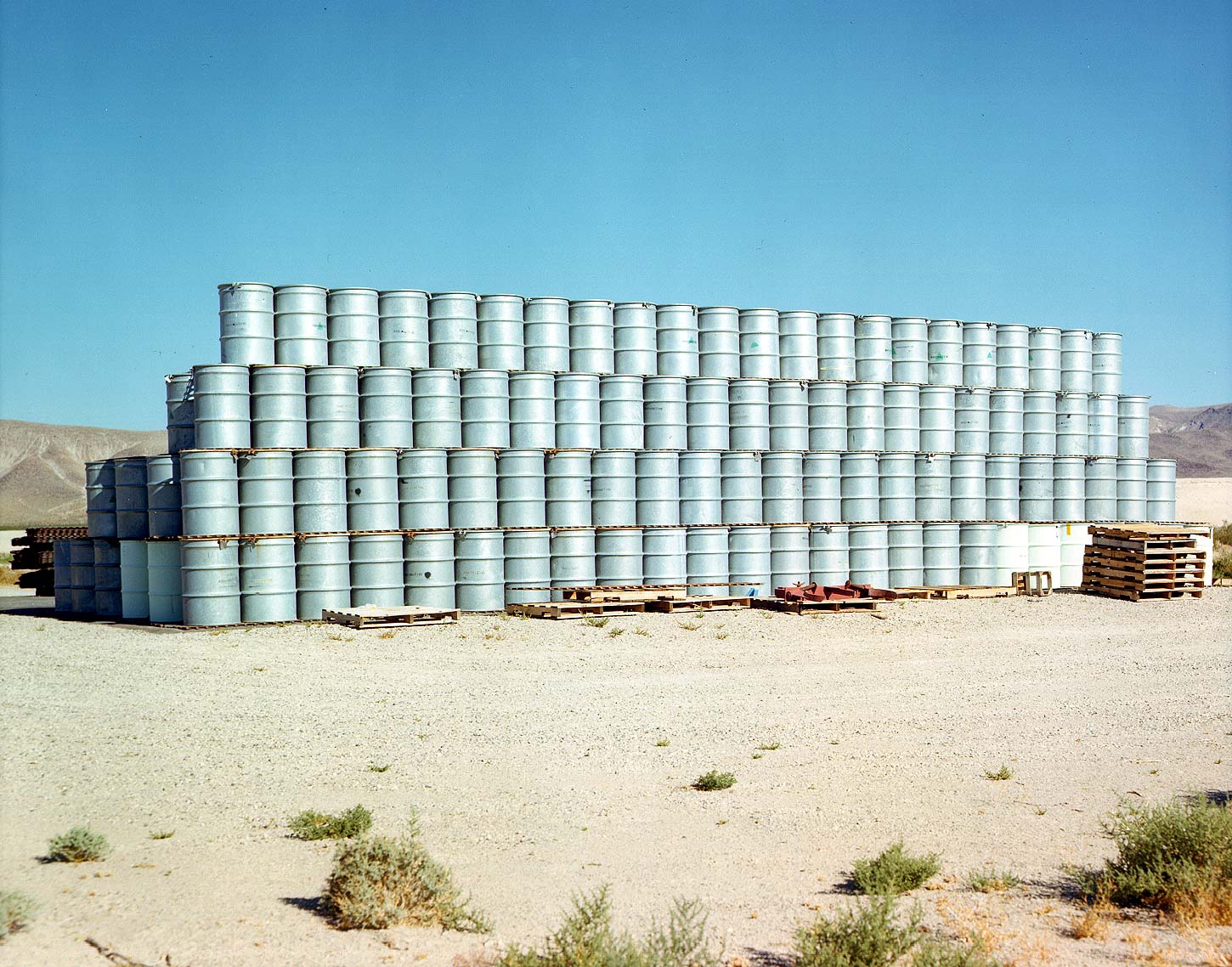
NNSA-NSO-1022.

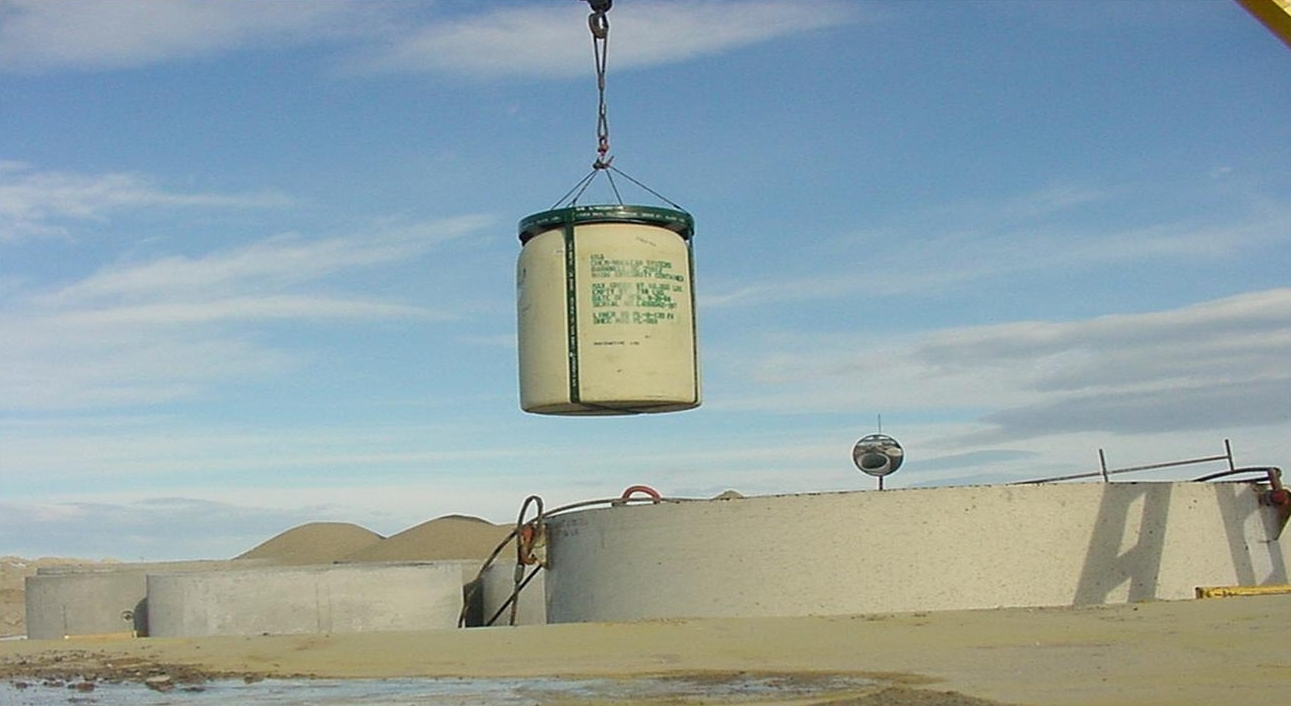
déchets radioactifs, Utah.

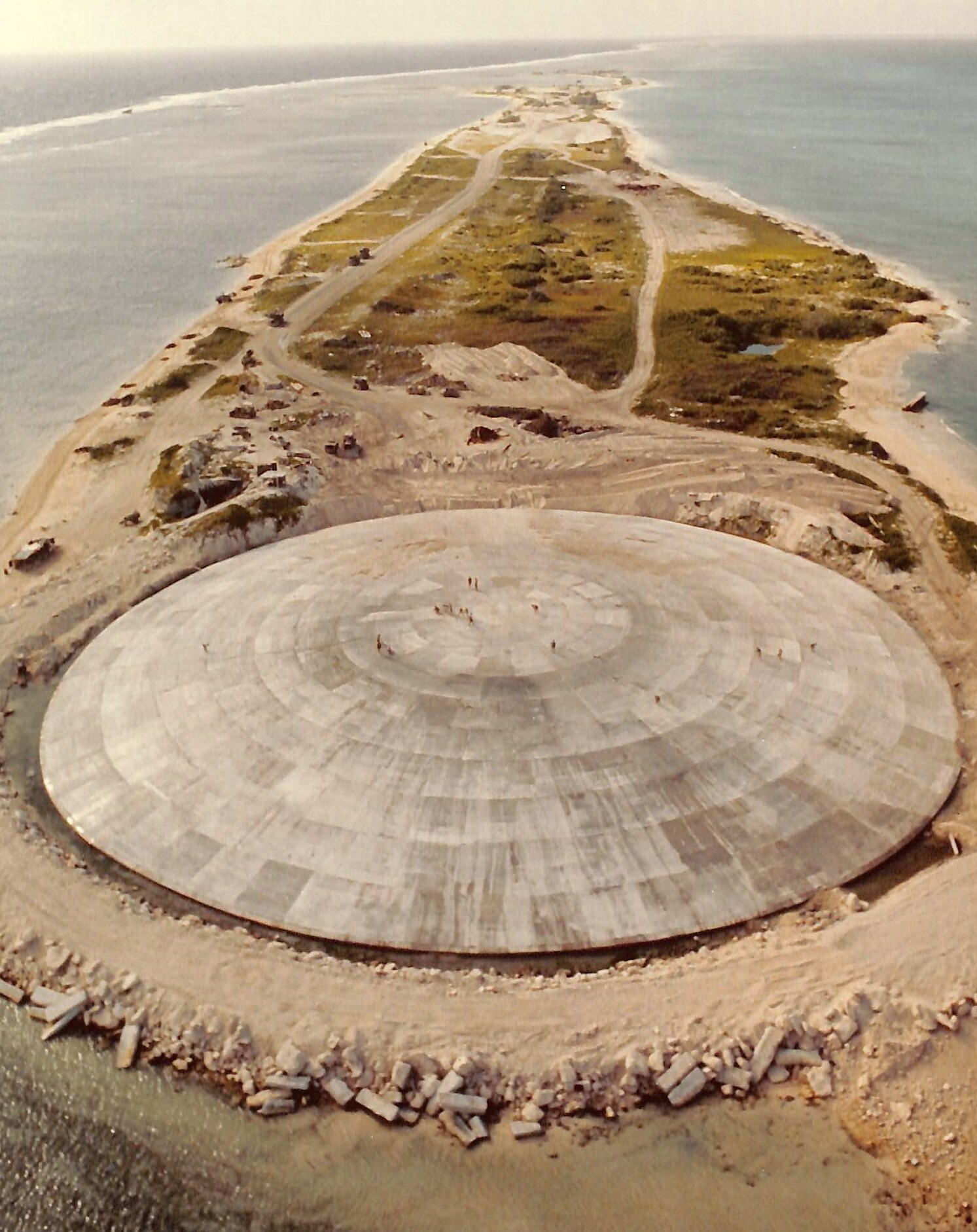
Dome Runit 001.

La gestion des déchets radioactifs regroupe la collecte, le négoce et courtage, le transport, le traitement (le traitement des rebuts), la réutilisation ou l'élimination des déchet radioactif. Ces déchets qui du fait de leur radioactivité, nécessite des mesures de radioprotection particulières. Ils sont issus notamment de l'industrie nucléaire qui utilise et génère des matières radioactives dans les différentes étapes du cycle du combustible nucléaire. Mais également de la médecine nucléaire, d'industries non nucléaires (extraction des terres rares par exemple), de l'utilisation passée d'éléments radioactifs (paratonnerres à l'américium, etc.) ou encore d’usages militaires (fabrication d'armes atomiques en particulier).

## Procédés

### Séparation et traitement
Le combustible usé des centrale nucléaires contient d'une part des matières valorisables (plutonium et/ou uranium) susceptibles de fournir de l'énergie dans certains réacteurs (au MOX par exemple), après un traitement physico-chimique de séparation et un tri. D'autre part les déchets radioactifs non valorisables (déchet ultimes), les déchets contiennent notamment des produits de fission et des actinides mineurs. Le recyclage et stockage de ces produits fait l'objet de recherches.
La première étape du traitement du combustible usé des centrales nucléaires consiste donc à séparer les déchets à proprement dits des matières valorisables. Une fois la séparation opérée, les déchets font l'objet d'un conditionnement adapté à leur nature, afin de les stabiliser (pour les rendre non dispersables). Pour les déchets de haute activité (solution de produits de fission), ce conditionnement est par exemple la vitrification au sein d'une matrice inerte coulée dans un fût en inox. Les déchets de moyenne activité (coques et embouts) peuvent être compactés (afin de réduire leur volume) puis placés dans des fûts métalliques. Les déchets du procédé de séparation en lui-même peuvent faire l'objet d'évacuation sous forme d'effluents liquides ou gazeux ou de conditionnement en attente pour stockage (compactage, cimentation, bituminage...).

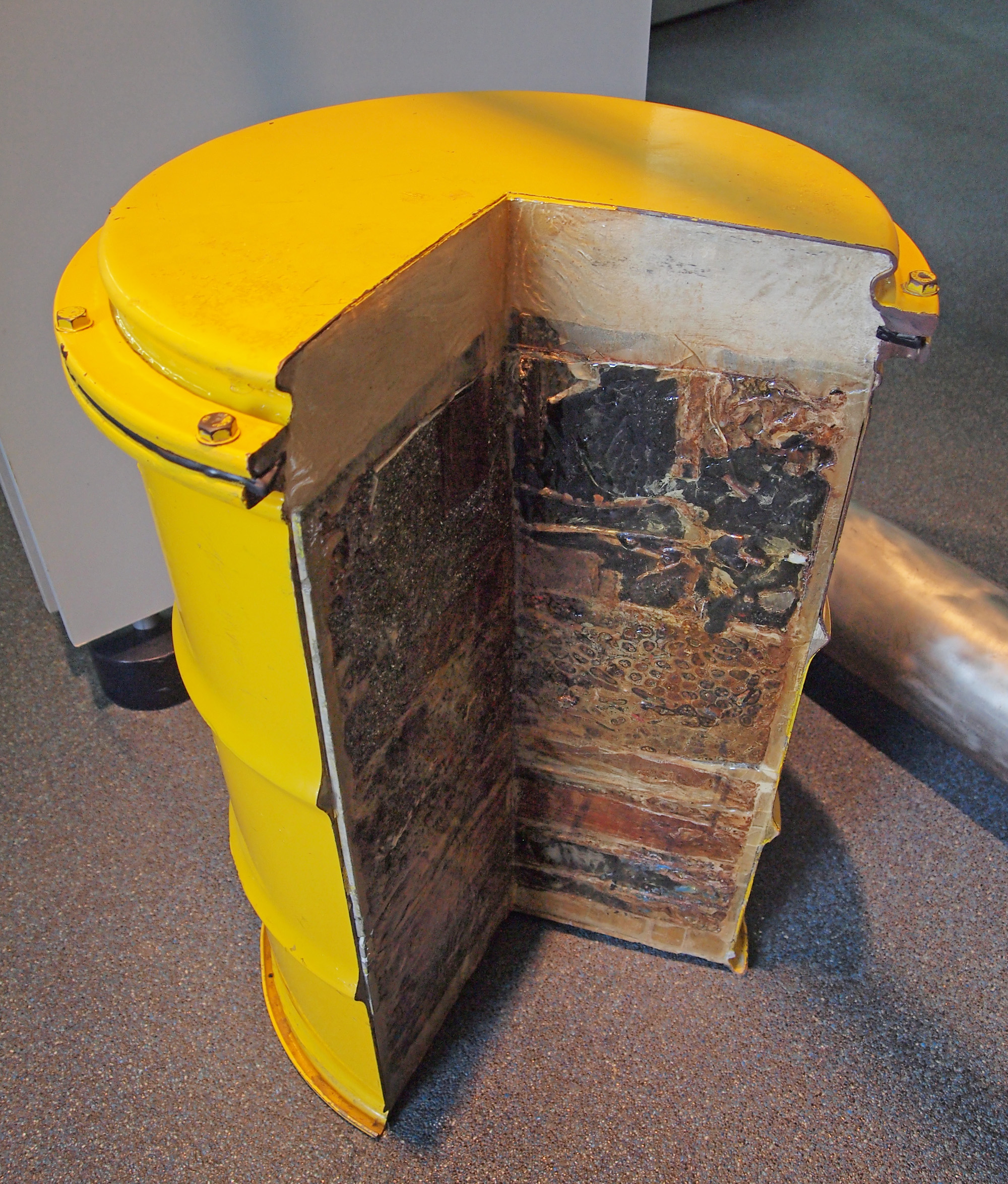
Coupe d'un fût de déchets radioactifs vitrifiés (fac-similé au Deutsches Museum de Munich).

### Entreposage

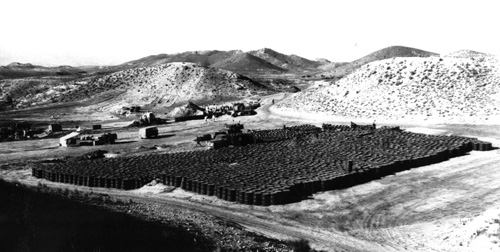
Barrils de terre contaminée lors de l'accident nucléaire de Palomares, en attente de transport vers les États-Unis.

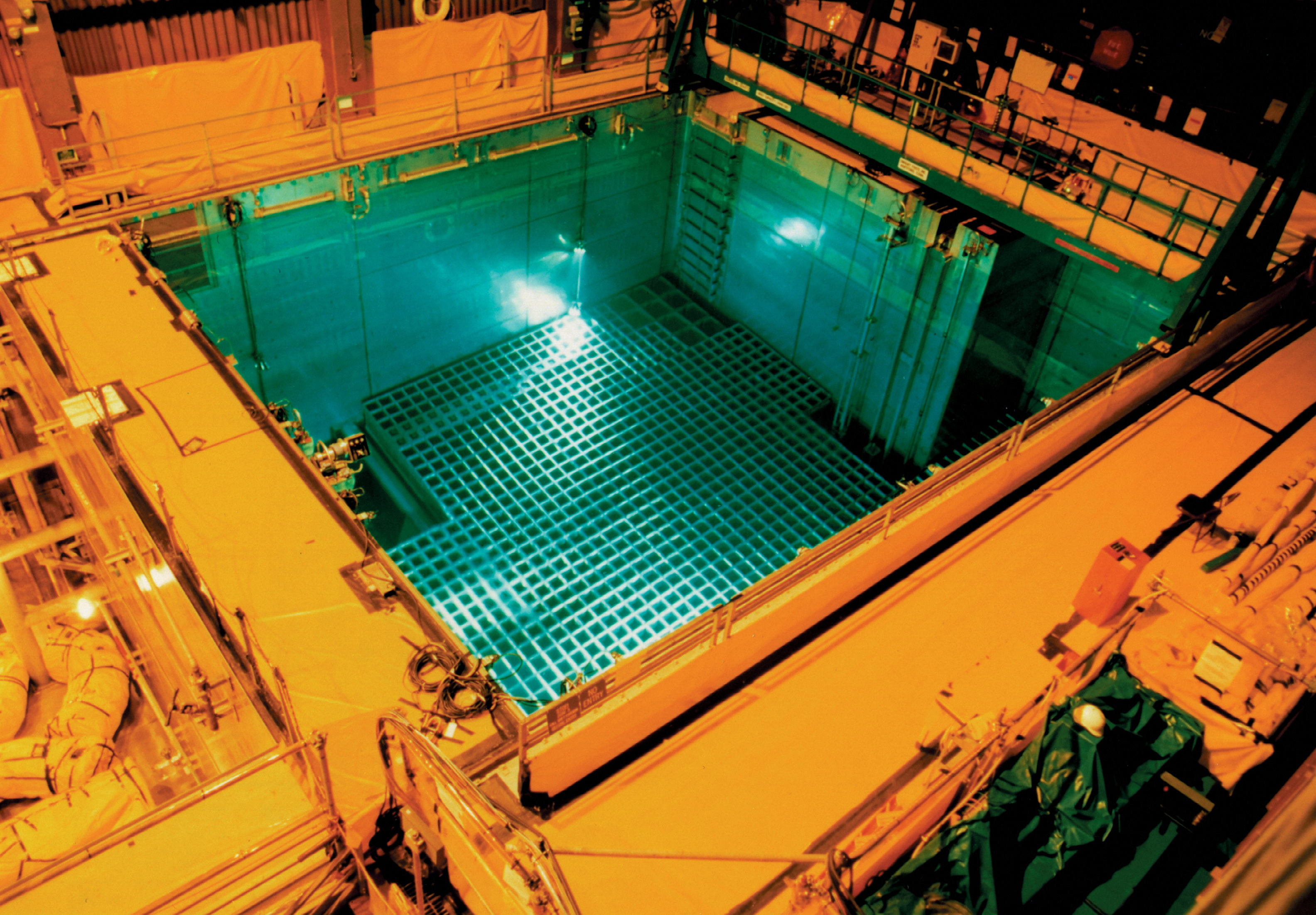
Entreposage de déchets radioactifs dans l'eau.

L'entreposage des déchets radioactifs est l'opération qui consiste à les placer temporairement dans une installation aménagée à cet effet pour permettre une mise en attente, un regroupement, un suivi ou une observation. Il se justifie notamment pour les déchets dont les filières associées sont en cours d’étude. Des entreposages industriels existent d’ores et déjà sur les sites nucléaires.
La conception des installations d’entreposage doit allier robustesse et simplicité et respecter les principes de sûreté et de radioprotection habituellement mis en œuvre pour les installations nucléaires. L’entreposage étant par définition provisoire, il faut prévoir la surveillance de l’intégrité des colis afin qu’ils puissent être repris dans des conditions simples et sûres.

### Stockage
On peut distinguer un stockage de court ou moyen-terme en « piscine » (ou autre lieu du stockage), du stockage définitif de long terme (qui correspond à une mise en décharge, mais qui doit être réversible selon certaines stratégies ou législations). Ces législations ou stratégies peuvent évoluer. Aux États-Unis, le projet de stockage dans les couches de roches volcaniques de Yucca Mountain dans le Nevada, a provisoirement été gelé en 2009 par le président Barack Obama, juste avant son ouverture programmée, pendant qu'en Allemagne, notamment en raison de problèmes techniques, le stockage dans la mine de sel de Gorleben a été gelé.

#### Stockage en surface
Dans le passé des déchets faiblement ou moyennement radioactifs ont été utilisés comme matériaux de remblai, légalement ou non. Cela se pratique encore couramment pour les résidus miniers très faiblement radioactifs.
Le stockage en surface de déchets moyennement à hautement radioactif est en général et de plus en plus considéré comme un stockage temporaire, mais des incertitudes existent sur la sécurité des stockages souterrains (avec difficultés avérées dans les mines de sel en Allemagne). Il peut faire suite à un accident, comme à Tchernobyl, dans le cadre du sous-projet « stockage de déchets » (Initiative Franco-Allemande pour Tchernobyl dite IFAT).
Le stockage en surface permet de mieux surveiller l'évolution des déchets et l'éventuelle dégradation de leurs contenants. Des études se poursuivent sur les risques à court, moyen et long terme des deux types de stockages, ainsi que sur la caractérisation radiologique des sites, et évaluation de leur impact sur l’environnement et les populations. Il s'agit notamment de mieux comprendre et mesurer la dissémination de radionucléides dans l’environnement (dégradation/porosité des bétons ou aciers, interactions avec les eaux de lixiviation et les roches-hôtes, évolution de la capacité de rétention des milieux, risque sismique ou de tsunami, etc.). Pour les études à long terme, on peut s'inspirer de données provenant de l'étude de site naturels comme celui de Maqarin en Jordanie considéré par certains géologues comme un « analogue naturel d’un site de stockage de déchets radioactifs du point de vue de l’interaction avec la roche de l’eau alcaline ayant traversé le stockage ».

#### Stockage à faible profondeur
Le stockage à faible profondeur, selon Benjamin Dessus et Bernard Laponche, consiste à entreposer les combustibles irradiés des centrales sans aucun retraitement dans des galeries creusées à faible profondeur (une cinquantaine de mètres environ) en attendant qu'une solution technique ait été trouvée pour les rendre moins nocifs. C'est la solution préconisée en France par plusieurs associations et ONG écologistes tels que Global Chance ou Greenpeace et une pétition en sa faveur lancée en janvier 2018 par l'ancien maire RPR de Verdun Arsène Lux a recueilli presque 10 000 signatures. La poursuite des études à ce sujet comme alternative éventuelle au stockage à grande profondeur a d'ailleurs été demandée en France par la députée Barbara Pompili lors des travaux de la commission parlementaire d'enquête sur la sûreté et la sécurité des installations nucléaires en 2018. En revanche la Commission nationale d'évaluation et l'Autorité de sûreté nucléaire doutent explicitement de la faisabilité à terme de cette solution, qui est également combattue par de nombreux écologistes. Par ailleurs, une contre-expertise indépendante menée en France sur l’évaluation socio-économique de Cigéo montre que cela n’est économiquement viable que dans l’hypothèse où la croissance économique se poursuit et où ni la société ni les institutions ne subissent de catastrophe majeure, ce pendant plusieurs millénaires. Dès qu’on envisage en revanche l’éventualité d’un événement chaotique ou d’une stagnation économique durable, la solution du stockage géologique profond apparaît, grâce à sa capacité de protéger de façon passive les générations futures en cas de décroissance, la plus cohérente en termes économiques. Dans les pays où la piste du stockage à faible profondeur a été étudiée, elle a été soit écartée, par exemple au Royaume-Uni, soit envisagée en complément ou en attente d’autres solutions, par exemple en Suisse, en Suède, en Finlande et au Canada.

#### Stockage à grande profondeur

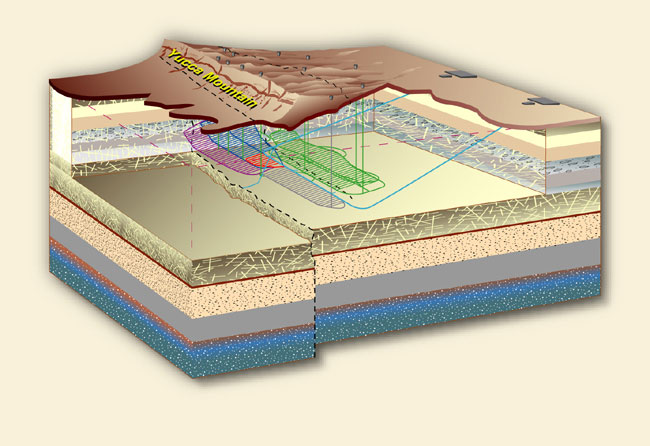
Schéma illustrant le principe de stockage du projet Yucca Mountain.

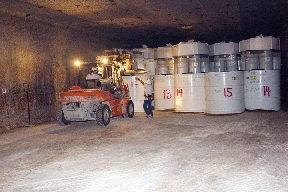
Techniciens déposant des déchets contenant des transuraniens dans une unité pilote près de Carlsbad au Nouveau-Mexique.

Une des solutions actuellement étudiées pour gérer à long terme les déchets de haute activité et à vie longue, les produits de fission (PF) et les actinides mineurs (AMin), consiste à les stocker à grande profondeur (300 à 500 m) dans des galeries creusées dans une couche géologique stable, dense et aussi étanche que possible (le granit, le tuf volcanique ou l'argile, comme cela est envisagé en France). La vitrification permet d'assurer le confinement des matières durant 10 000 ans, mais de toute façon ce confinement « artificiel » (assuré par les conteneurs) n'est pas la seule barrière prise en compte puisque c'est la roche choisie qui assure une durée suffisante de protection du milieu.

### Immersion
L’immersion consiste à immerger en pleine mer des déchets nucléaires. Cette pratique connaît ses débuts en 1946 lorsque les États-Unis procèdent à la première immersion de déchets radioactifs et elle se poursuivra jusqu'en 1993 ou les signataires de la convention de Londres l'interdiront.

### Évacuation spatiale
L'envoi des déchets radioactifs de type C (déchets de haute activité et à vie longue), c'est-à-dire les produits de fission (PF) et les actinides mineurs (AMin), dans l'espace (vers le Soleil a priori) est une possibilité quelquefois évoquée pour les éliminer de la biosphère.
En 1980, la NASA a confié à Boeing l'étude d'un projet d'envoi de déchets nucléaires dans l'espace interplanétaire. Cette solution reste assez théorique pour les raisons suivantes :
- elle ne pourrait concerner que les PF et les AMin ;
- le prix était un obstacle majeur : le lancement d'une fusée Ariane 5 coûte 150 millions d'euros ; Cependant le Starship devrait abaisser le coût à 10 USD par kilogramme en orbite[13]. En comparaison, le coût pour gérer les déchets nucléaires aux États-Unis varie de 94,76 $ à 318,65 $/kg pour le stockage provisoire, et de 148 $ à 1 041 $/kg pour le stockage permanent, selon les estimations disponibles[14].
- la quantité atteint 340 tonnes par an (y compris le conditionnement et les emballages) pour la seule France, bien plus que la capacité d'une fusée actuelle. À titre d'exemple, la fusée Ariane 5 met 10 tonnes maximum en orbite solaire, soit 15 millions d'euros par tonne de déchets emballés et 34 lancements par an pour lancer tous les déchets français. Or aujourd'hui le coût du stockage profond géologique est de 150 000 euros par tonne, donc environ 100 fois moins cher ;
- le risque de voir les emballages retomber en cas d'incident après le lancement n'est pas négligeable, auquel s'ajoute le risque de voir la fusée exploser au lancement et porter les conteneurs à très forte température. Pour y remédier, on a imaginé concevoir à long terme des fusées à ergol non explosifs (ex. : fusée à eau vaporisée par chauffage laser depuis le sol) ;
- elle demande de trouver des orbites non encombrées, capables de recevoir le train des déchets en question envoyés vers le Soleil (ou Mercure), l'encombrement de l'espace autour de la Terre par des déchets de natures diverses posant déjà problème.

Concernant les risques, certains satellites d'observation, satellites espions, instruments lunaires, sondes spatiales et astromobiles martiens ont déjà utilisé du combustible nucléaire comme source d'énergie. Ainsi de Nimbus, ALSEP, Ulysses, Cassini, New Horizons et Perseverance. Leurs générateurs thermoélectriques à radioisotope, générateurs Stirling à radioisotope et autres réacteurs à fission ont emporté dans l'espace plus de 200 kg de plutonium (à 82 % du plutonium 238[réf. nécessaire]) et de futures missions lointaines en seront également pourvues,.

### Transmutation (projet)

La cuve du réacteur et les composants internes.

La transmutation consiste à transformer des isotopes radioactifs à vie longue en isotopes à vie courte ou en isotopes stables en vue de réduire la radioactivité à long terme des déchets radioactifs. La transmutation des déchets de haute activité et à vie longue fait l'objet de recherches depuis les années 1990 : en France, dans le cadre de la loi relative aux recherches sur la gestion des déchets radioactifs, dite loi Bataille (1991), le réacteur Phénix a été utilisé pour de telles recherches.
En 2012, des chercheurs belges du SCK-CEN et français du CNRS couplent un réacteur nucléaire rapide avec un accélérateur de particules, ouvrant la voie à la conception de MYRRHA, un démonstrateur préindustriel d’incinération des déchets radioactifs à vie longue.
En avril 2015 est lancé le projet H2020 Myrte « Myrrha Research and Transmutation Endeavour », dans le prolongement du projet européen Euratom FP7 MAX « MYRRHA Accelerator eXperiment R&D programme », coordonné par l'institut de Physique nucléaire. L'objectif de ce projet est de poursuivre les recherches nécessaires pour démontrer la faisabilité de la transmutation des déchets nucléaires de haute activité à l'échelle industrielle via le développement du réacteur de recherche MYRRHA et de son accélérateur associé. Des corps radioactifs à vie longue peuvent être ainsi transformés en atomes à vie plus courte, voire en éléments réutilisables pour d'autres applications.
Selon l'UARGA (Union d’Associations de retraités et d’anciens du nucléaire), la thèse montrant qu'il est possible de transmuter certains radioéléments tels que l’américium dans des flux de neutrons rapides, fait malheureusement peu de cas des conditions nécessaires pour la mise en œuvre de ces procédés et de l’analyse des coûts/bénéfices qui en résultent.

## Cadre légal

### International

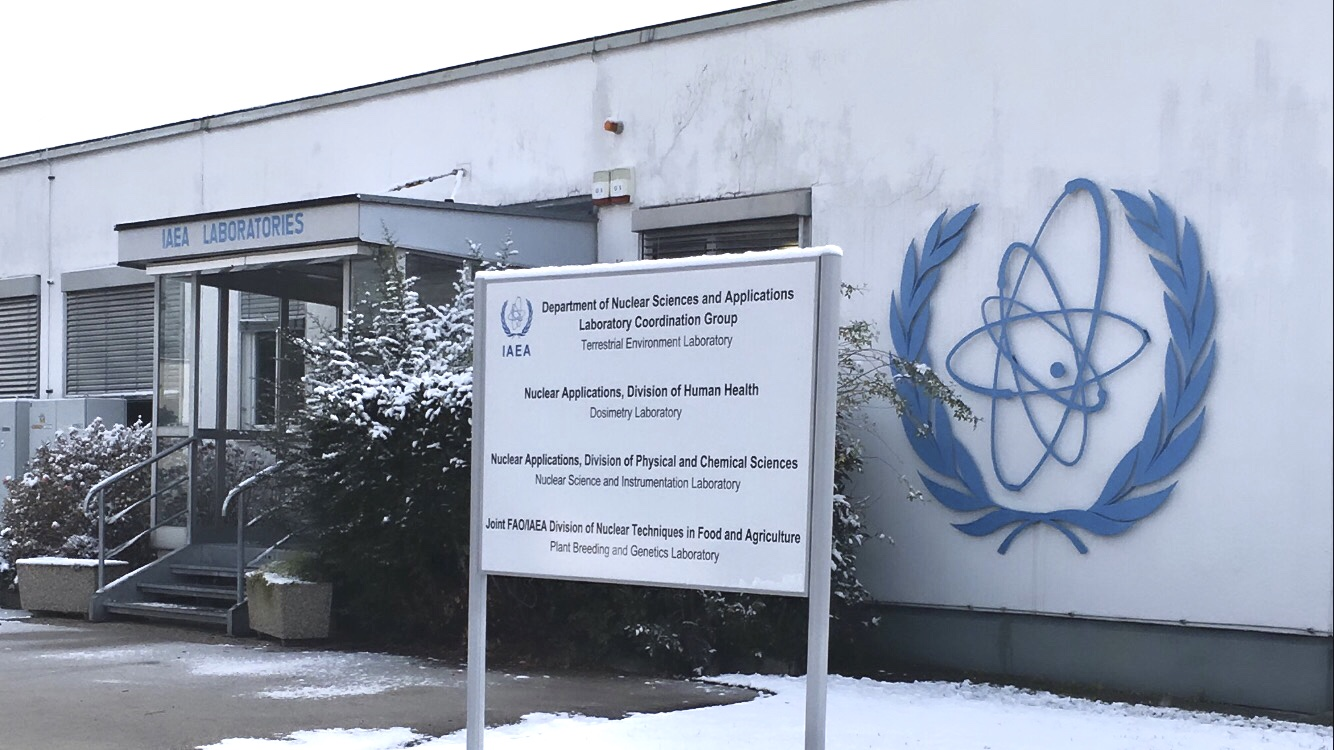
Laboratoires de l'Agence internationale de l'énergie atomique à Seibersdorf (Autriche)

À l’échelle internationale, le cadre juridique de la gestion des déchets nucléaires est sous l’autorité de l’Agence internationale de l'énergie atomique (IAEA) à travers la Convention sur la sûreté nucléaire et la Convention commune sur la sûreté de la gestion du combustible usé et sur la sûreté de la gestion des déchets radioactifs, ainsi que deux conventions qui sont le fondement du cadre international relatif à la préparation et à la conduite des interventions d’urgence : la Convention sur la notification rapide d’un accident nucléaire et la Convention sur l’assistance en cas d’accident nucléaire ou de situation d’urgence radiologique.

## Gestion par pays

### Stratégie européenne
Elle est en préparation avec une proposition de directive sur la gestion des déchets radioactifs et du combustible usé, adoptée (2010/11/03) par la Commission européenne, dans le cadre d'un travail préparatoire impliquant le Groupement européen des autorités de sûreté nucléaire (ENSREG).
L'Union européenne envisage la création d'un ou deux sites de stockage commun des déchets radioactifs dont le coût serait moindre que des sites de stockage répartis dans tous les pays producteurs de déchets. Quatorze pays ont pris part au projet SAPIERR et sont donc candidats pour accueillir les déchets de l'UE. Certains de ces pays ont cependant une législation qui interdit l'importation de déchets. L'UE espère surmonter cet obstacle en créant une législation commune au niveau européen. Un autre obstacle pourrait venir de l'opinion publique qui serait défavorable au stockage souterrain. L'UE espère que cette opposition s'estompera avec le temps. L'emplacement choisi devrait également être bien desservi par les voies de transport fluviales, maritimes ou ferroviaires car le transport par la route aurait un impact environnemental trop important et serait moins acceptable socialement.

### Stratégies nationales

#### Allemagne
En 2008, le ministère fédéral de l'environnement a institué l'ESK, organe de conseil indépendant constitué de 11 experts internationaux indépendants sur la gestion (Traitement et entreposage) des déchets radioactifs, mais aussi sur la fermeture des installations nucléaires.
La recherche d'un site de stockage géologique entamée dans les années 1970 avec le laboratoire de la mine d'Asse II se poursuit alors que diverses expérimentations ont eu lieu :
- à Gorleben (dans des couches de sel). Le site rencontre l'opposition de la population. En 2010, un convoi de déchets radioactifs en provenance de France et à destination de Gorleben a été accueilli avec violence par les manifestants. Les affrontements ont eu pour conséquences plusieurs blessés. Une voiture de police a été incendiée[25] ;
- à Konrad dans une mine de fer utilisée comme mine, de 1961 à 1976[23]. Ce site présente l'intérêt d'être sec[23]. Après 20 ans d’étude et de planification, le site a été autorisé pour entreposage et stockage de 300 000 m3 de déchets à faible et moyenne intensité (peu de dégagement de chaleur) sur neuf niveaux de 800 à 1 300 mètres de profondeur), avec stockage initial de 88 000 m3 de déchets provenant d'autres sites, à partir de 2013 au mieux[23] ;
- dans la mine d'Asse, site expérimental finalement transformé en décharge, mais où, à la suite d'infiltrations de saumures[26], et d'une trop grande vulnérabilité du site, les déchets pourraient devoir être évacués. Les Allemands doivent ainsi gérer 43 000 m3 de déchets empilés « sans précaution » dans une mine de sel qui prend l'eau[27].

#### Australie
L'Australie a développé le Synroc pour contenir les déchets nucléaires. Le Synroc est une sorte de roche synthétique (Synthetic Rock), inventé en 1978 par le professeur Ted Ringwood de l'Australian National University. Cette technologie est utilisée par l'armée américaine pour confiner ses déchets.

#### Belgique
Selon les estimations fondées sur les données disponibles au 1er janvier 2001, la quantité de déchets conditionnés que l'ONDRAF aura à gérer d'ici 2070 est estimée aux volumes suivants :
- 70 500 m3 de déchets à faible activité et courte durée de vie ;
- 8 900 m3 de déchets d'activité moyenne ;
- de 2 100 à 4 700 m3 de déchets de haute et très haute activité.

Pour les déchets de faible activité, l'ONDRAF a étudié, avec des partenariats locaux, des projets de stockage en surface ou en couche géologique (Mol, Dessel, Fleurus). Après un vote du conseil communal de Fleurus qui a mis fin au processus de consultation engagé dans cette commune, le gouvernement décide le 23 juin 2006 de retenir la candidature de la commune de Dessel. L’ONDRAF dépose une demande d’autorisation auprès de l’Agence fédérale de contrôle nucléaire (AFCN) en 2013, puis un dossier d’évaluation de sûreté en 2019. L’AFCN rend un avis favorable début 2023 et un arrêté royal, publié en mai, autorise les travaux de construction qui pourraient débuter en 2024.
Pour les déchets incompatibles avec un stockage en surface (haute activité et émetteurs alpha à longue durée de vie), le stockage géologique dans l'argile de Boom est à l'étude depuis 1975. Un laboratoire souterrain dénommé HADES (High Activity Disposal Experimental Site) existe à Mol depuis 1980 sous le domaine technique du Centre d'étude de l'énergie nucléaire (SCK CEN) qui en a initié la réalisation. Le financement du stockage profond repose sur la distinction d’un coût fixe et d’un coût variable. Le coût variable est dû au moment de la production du déchet. En revanche, le coût fixe est financé, quelle que soit la quantité de déchets produite in fine, par un mécanisme de garantie contractuelle avec les producteurs de déchets. Cette approche est destinée à assurer, d’une part la capacité de financement de l’ensemble des déchets produits à ce jour, et d’autre part un impact financier des déchets à produire aussi prévisible que possible.
L'Agence fédérale de contrôle nucléaire (AFCN), du 1er septembre au 31 octobre 2010 a soumis à consultation publique ses projets d'arrêtés à portée sociale relevant de sa compétence[réf. incomplète].

#### Canada
Depuis 1984, l'expérimentation est en cours dans le laboratoire de recherches souterrain de l'AECL près du lac Bonnet (granite) (Pinawa, Manitoba) en cours de fermeture. Depuis quelques années, Ontario Power Generation (OPG) s'intéresse aux formations sédimentaires argileuses comme celles actuellement étudiées en Belgique, en Suisse et en France. Une formation marneuse paléozoïque hypersaline située à plus de 700 m de profondeur sous le site de la centrale nucléaire de Bruce (Ontario) au nord des grands lacs américains est en cours de caractérisation.

#### États-Unis

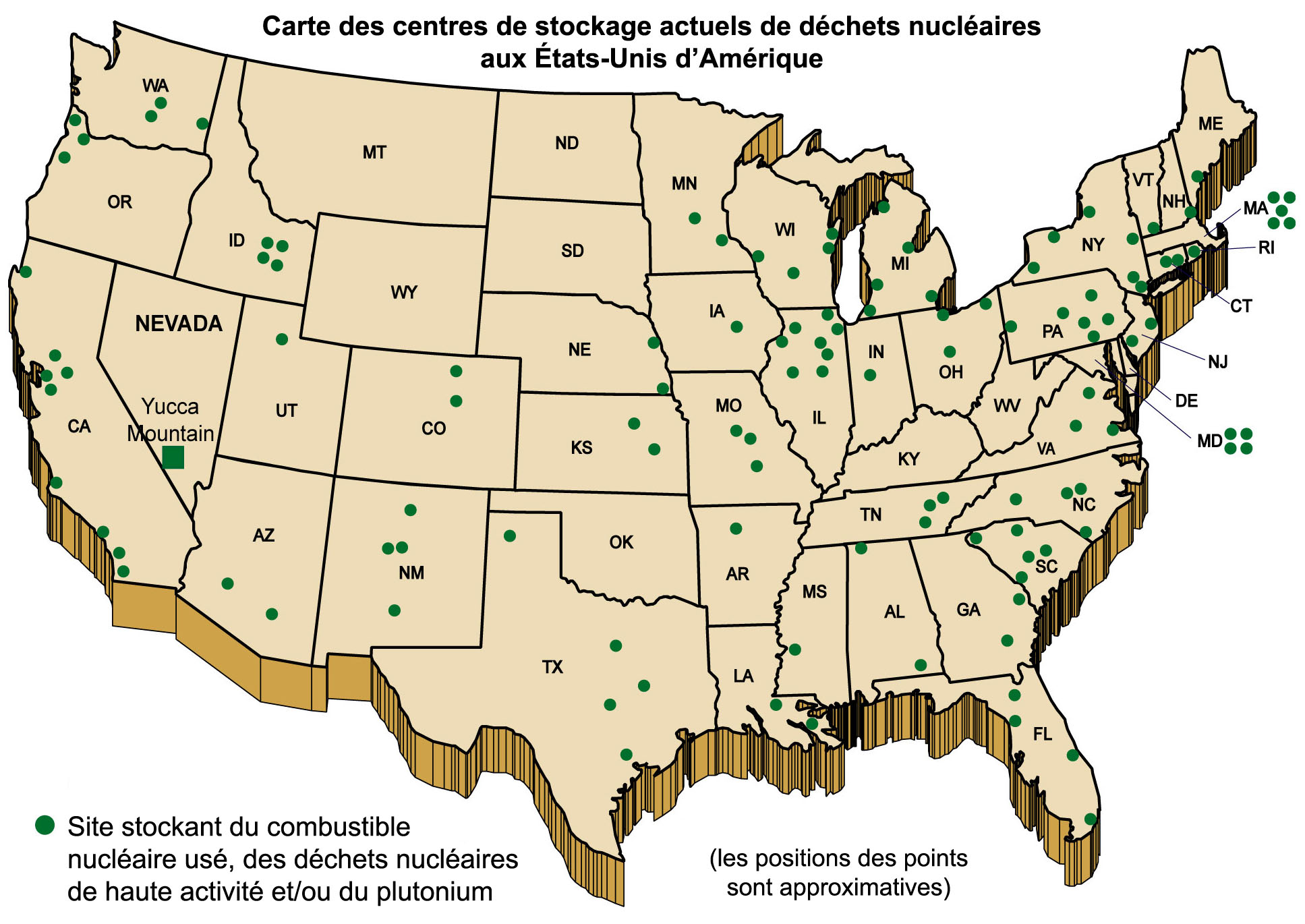
Déchets radioactifs aux États-Unis.

De très nombreux sites de stockage en surface pour déchets de faible activité sont en exploitation aux États-Unis (voir carte). Le premier et le plus ancien site de stockage de déchets solides ou liquides est le site de Hanford.
Un stockage géologique dans une couche de sel (Waste Isolation Pilot Plant) est en service depuis 1999 pour des déchets de moyenne activité d'origine militaire (Carlsbad – Nouveau-Mexique).
Les États-Unis étudient aussi la possibilité d'enfouissement définitif des combustibles usés (déchets fortement radioactifs et à longue durée de vie) dans le tuf volcanique du site de Yucca Mountain (Nevada). Ce site pourrait recevoir environ 70 000 tonnes de combustibles usés. Suspendu par l'administration Obama après les élections présidentielles de 2008 du fait de l'opposition du gouverneur du Nevada, le projet a été relancé en 2018 par une loi adoptée à une large majorité à la Chambre des représentants.
Aux États-Unis, le financement est réalisé à travers l’abondement d’un fonds d’État par une redevance sur le prix de l’électricité. Ce mode de financement déresponsabilise le producteur de déchet en en transférant la charge sur l’État. Dans ce cadre, l’État est garant du financement de la gestion des déchets.

#### France
Selon le Commissariat général au développement durable (2019), possédant 13 % des réacteurs mondiaux en fonctionnement, la France a accumulé en 2013 près de 1,5 million de mètres cubes de déchets radioactifs (19 %, soit un cinquième des déchets nucléaires mondiaux). Par suite du vieillissement des centrales et des premiers démantèlements, ce volume a augmenté de 58 % entre 2002 et 2016 et, selon l'Agence nationale pour la gestion des déchets radioactifs (ANDRA), le volume de 1,6 million de mètres cubes a été atteint en 2017.
La gestion de ces déchets est régie par la loi Bataille de 1991, modifiée en 2006 (loi no 2006-739 du 28 juin 2006 de programme relative à la gestion durable des matières et déchets radioactifs). Elle est confiée à l'ANDRA et s'appuie sur le plan national de gestion des matières et des déchets radioactifs. Ce plan est prévu par l'article 6 de la loi Bataille (codifié à l’article L. 542-1-2 du code de l'environnement) ; sa seconde version date de 2010. Il doit être révisé tous les trois ans. Ce plan prévoit une gestion différenciée des déchets, adaptée à leur dangerosité et leur durée de « vie radioactive », selon cinq catégories de déchets : haute activité (H-A, 0,2 % du volume total en 2009), moyenne activité à vie longue (MA-VL, 3,6 % en 2009), faible activité à vie longue (FA-VL, 7,2 % en 2009), faible et moyenne activité à vie courte (FMA-VC, 68,8 % en 2009), très faible activité (TFA, 20,1 % en 2009).
| Catégorie : déchets dits | à vie très courte                        | à vie courte                                                                              | à vie longue                                                                              |
| ------------------------ | ---------------------------------------- | ----------------------------------------------------------------------------------------- | ----------------------------------------------------------------------------------------- |
| à très faible activité   | VTC Gestion par décroissance radioactive | TFA Stockage de surface (Centre industriel de regroupement, d’entreposage et de stockage) | TFA Stockage de surface (Centre industriel de regroupement, d’entreposage et de stockage) |
| à faible activité        | VTC Gestion par décroissance radioactive | FMAC-VC Stockage de surface (Centre de stockage de l'Aube et de la Manche)                | FA-VL Stockage à faible profondeur à l'étude                                              |
| à moyenne activité       | VTC Gestion par décroissance radioactive | FMAC-VC Stockage de surface (Centre de stockage de l'Aube et de la Manche)                | MA-VL Stockage géologique profond en projet (Cigéo)                                       |
| à haute activité         | Non applicable                           |                                                                                           | HA Stockage géologique profond en projet (Cigéo)                                          |

En 2017, l'inventaire de l'ANDRA renseigne 1,6 million de mètres cubes de déchet nucléaires (le détail donne H-A : 3 740 m3 ; MA-VL : 42 800 m3 ; FA-VL : 93 600 m3 ; FMA-VC : 938 000 m3 ; TFA : 537 000 m3 ; DSF : 1 770 m3). Ce sont les chiffres habituellement mentionnés par les médias. Pour les déchets de faible activité à vie longue (FA-VL), le chiffre de 93 600 m3 représente moins de 0,4 % du volume réel. Selon la CRIIRAD sont en effet « oubliés » 282 000 m3 de boues radioactives de l'usine Orano Malvési et plus de 23 millions de mètres cubes de déchets issus de la lixiviation dynamique du minerai d’uranium, etc. « Au final, il n’y a pas 1,6 million de mètres cubes de déchets radioactifs en France, mais de l’ordre de 200 millions de mètres cubes ».
En 2010, la France évaluait à 1 320 000 m3 son volume de déchets radioactifs, en 2015 à 1 540 000 m3 et cette quantité devrait s'élever à 2 700 000 m3 d'ici 2030 selon l'ANDRA. Ils proviennent principalement des installations nucléaires de base ou d'installations nucléaires de base secrètes, et secondairement de divers usages industriels et médicaux.
La quantité de déchets pourrait être multipliée par trois dans l'hypothèse d'un démantèlement rapide des centrales en fin de vie. Dans cette hypothèse, les capacités actuelles de stockage pour les déchets de faible activité à vie longue s'avéreraient insuffisantes à terme.
L'Agence nationale pour la gestion des déchets radioactifs (ANDRA) évalue les déchets nucléaires issus de la bombe atomique à 9 % du stock global ; ils représentent 148 630 m3 sur les 1 670 000 m3 des déchets nucléaires français recensés en 2021.
L'ANDRA ne comptabilise pas les déchets résultant des essais nucléaires français en Algérie et pour partie enfouis volontairement dans le Sahara entre 1960 et 1967,. De même, elle ne donne aucune indication du volume des déchets créés par les essais souterrains dans les atolls de Moruroa et de Fangataufa. En outre, la France a jeté près de 15 000 tonnes de déchets en Atlantique Nord-Est dans les années 1960.

#### Finlande
La société Posiva, créée en 1995, est chargée de la gestion des déchets radioactifs et de la R&D qui est associée au projet de stockage géologique. Elle a créé en 2004 un laboratoire de recherche, dans le granite, à 400 mètres de profondeur, sur le site d’Onkalo, à proximité de la centrale d'Olkiluoto. La demande de permis de construire un site de stockage au même endroit a été déposée en 2012, les travaux de fonçage des puits ont été achevés en 2017, les tunnels sont en cours de creusement et l'entrée des premiers colis de déchets est prévue pour 2025 environ.
Les déchets de faible et moyenne activité sont stockés près des centrales dans des silos souterrains creusés dans le granite à faible profondeur, mais leur gestion n'est pas de la responsabilité de la société Posiva.

#### Japon
Les puits de deux laboratoires souterrains sont en cours de fonçage :
- sur l'île de Honshū à Mizunami (MIU) (près de Nagoya) (géologie cristalline : granite) ;
- au nord de l'île d'Hokkaidō à Horonobe (près de Wakkanai) (sédiments siliceux très riches en diatomées et à faible teneur en argile). La proximité de la province pétrolière et gazeuse des îles Sakhaline y explique la présence de méthane.

#### Roumanie
En 2008, l'Institut de physique et ingénierie nucléaire Horia Hulubei (IFN-HH) recevait des déchets orphelins d'origine inconnue. Certains des déchets stockés sur le site ont fait l'objet de vols.
Craignant que la Roumanie participe à la prolifération des armes nucléaires, le DOE américain a financé, en 2009, l'exportation de combustible nucléaire usagé roumain vers la Russie où les déchets radioactifs solides sont depuis 1994 gérés par Ekomet-S.
Thales développe un laser dans le cadre du projet Extreme Light Infrastructure. Ce laser sera livré en 2017 à l'IFN-HH. Il servira notamment au traitement des matières nucléaires et des déchets radioactifs.

#### Royaume-Uni
Ce pays est avec la France, en raison de son unité de Sellafield, l'un des pays abritant le plus de déchets nucléaires. Après une période de rejet en mer de déchets radioactifs (8 000 conteneurs environ dans la fosse des Casquets), puis de stockage provisoire en surface le gouvernement a annoncé être en négociation avec trois conseils locaux (un comté : Cumbria County) et deux des districts de ce comté : Copeland Borough, Allerdale Borough), pour y installer un futur centre de stockage. La production de déchets devrait être encore augmentée car le gouvernement entend doter le pays d'une capacité de 12 GW supplémentaires et d'un nouveau centre de recherche.

#### Slovaquie
La Slovaquie dispose d’un fonds d’État pour le démantèlement des installations nucléaires et la gestion du combustible usé et des déchets radioactifs. Ce fonds est alimenté par le propriétaire des centrales nucléaires qui verse chaque année 6,8 % du prix de vente de l’électricité commercialisée par les centrales et 350 000 Sk par mégawatt de puissance électrique installée. Le ministère de l’Économie nationale est responsable du fonds. Le mode de calcul de la redevance conduit à une dépendance du montant de l’abondement annuel au prix de l’électricité.

#### Suède
Un centre d'entreposage provisoire en subsurface est en service depuis 1985 (CLAB) et des laboratoires souterrains existent (HRL de Aspo). La solution retenue est celle du stockage géologique dans le granite à Forsmark, à proximité de la centrale d'Oskarshamn. La Suède envisage d'« encapsuler » les combustibles nucléaires usés dans des conteneurs de fer forgé enrobés de cuivre. Le projet prévoit d'entreposer dans un premier temps ces conteneurs 40 ans en piscine où une partie de leur chaleur résiduelle sera éliminée, ensuite ils seraient introduits dans un tunnel creusé à 500 mètres de profondeur et comblé par un bouchon de bentonite, une roche présentant l'intérêt de gonfler et de stopper la circulation de l'eau en milieu humide.

#### Suisse
Les quatre centrales nucléaires suisses consomment en moyenne 72 tonnes de combustible par année (constitué de 96 % de U238 et 4 % de U235) et produisent annuellement 700 kg de plutonium (environ 1 %, issu de la transmutation de U238). En 50 ans d'utilisation, ce seront 3 600 tonnes de combustibles qui auront été utilisés et donc autant de résidus nucléaires à gérer (formés d'environ 94 % de U238, 1 % de U235, 1 % de Pu239 et 4 % de produits de fission et d'actinides mineurs, les vrais résidus à gérer). Sans retraitement, ni séparation des 96 % réutilisables (que la loi interdit), et sachant que la masse volumique du dioxyde d'uranium est de 11 tonnes par m3, cela correspond à un volume brut de matières hautement radioactives de 330 m3 qui contiendra 99 % de la radioactivité de tous les déchets nucléaires en Suisse. Si ce volume de résidus était dilué à environ 4 % dans une matrice de verre, le volume à gérer serait de 8 000 m3, soit un cube de 20 m de côté. Comme ces résidus ne seront pas retraités ni dilués dans une matrice de verre, mais simplement reconditionnés dans des conteneurs, le volume à gérer sera de 9 300 m3, soit un cube de 21 m de côté, selon la Société coopérative nationale pour le stockage des déchets radioactifs (Nagra). En tout 81 300 m3 (soit un cube de 44 m de côté) de déchets radioactifs devront être stockés (y compris ceux provenant de l'industrie, de la médecine et de la recherche), une fois que les centrales existantes auront été démantelées. La Suisse a envoyé une très petite partie de son combustible irradié dans les usines de retraitement de la Hague en France et de Sellafield en Angleterre jusqu'en 2006. Un moratoire de dix ans a été voté depuis lors au Parlement, suspendant l'exportation de déchets radioactifs pour le retraitement. Il a été reconduit et, désormais, l'interdiction d'exportation et de retraitement est inscrit dans la loi sur l'énergie nucléaire.
Le modèle suisse prévoit l'entreposage des déchets dans deux dépôts distincts selon qu'il s'agit de déchets hautement radioactifs/déchets alpha-toxiques/éléments de combustible irradiés ou de déchets faiblement et moyennement radioactifs. Ils pourraient néanmoins être stockés à un seul endroit si un site s'avère adéquat du point de vue géologique.
Les producteurs de déchets radioactifs exploitent depuis 2001 une installation d'entreposage à Würenlingen (ZWILAG) et envisagent un stockage géologique dans la marne ou dans l'argile à Opalinus. Des études de faisabilité du stockage en profondeur ont été approuvées par le Conseil fédéral suisse en 1988 pour les déchets faiblement radioactifs[réf. nécessaire] et en 2006 pour les déchets hautement radioactifs.
L'adoption d'une procédure de sélection par le Conseil fédéral en avril 2008 initie la recherche de sites pour l'entreposage de déchets radioactifs en Suisse.
La Nagra a proposé des domaines d'implantation géologiques en novembre 2008. Ceux-ci font l'objet d'analyses de sécurité au cours des trois étapes prévues dans le plan sectoriel. Au terme de ce processus de sélection, deux sites par catégorie de déchet seront comparés. Une procédure participative est prévue pour les régions concernées par l'accueil d'un dépôt.
Un dépôt pour les déchets faiblement et moyennement radioactifs verra au plus tôt le jour en 2030 alors qu'un dépôt pour les déchets hautement radioactifs sera construit au plus tôt en 2040.
Un laboratoire de recherche est en service depuis 1995 dans l'argile à Opalinus au Mont Terri dans le Jura et un autre dans le granite au site du Grimsel.

#### Turquie
La Turquie dispose d'un centre de traitement des déchets radioactifs à Istanbul.

#### Chine
La stratégie chinoise en matière de fin de cycle a été définie dans les années 1980 et repose sur deux principes : les déchets de faible et moyenne activité seront stockés en surface, dans des stockages régionaux ; ceux de haute activité seront stockés en profondeur, dans un stockage national que le gouvernement chinois a choisi d’implanter au nord-ouest du pays. Un laboratoire souterrain sera installé dans le Gansu, dont la construction commencera en 2020.
Les acteurs de la gestion des déchets radioactifs en Chine sont la CNNC (China National Nuclear Corporation), qui s'occupe du traitement et du stockage des déchets et la BRIUG (Beijing Research Institute of Uranium Geology), chargée des études et recherches concernant le stockage des déchets de haute activité ainsi que de la recherche de site.

#### Corée du Sud
La KRMC (Korea Radioactive Waste Management Corporation), agence gouvernementale indépendante créée en 2009, est chargée de la construction et de l’exploitation de centres de stockage des déchets de faible et moyenne activité et des activités de recherche associées. Un centre de stockage des déchets FMA est en construction près de la centrale nucléaire de Wolsong, à 80 à 100 mètres de profondeur, dont l'exploitation se poursuivra jusqu’en 2070. Après de nombreuses recherches, le principe d'un stockage souterrain en milieu cristallin a été retenu pour la gestion des déchets de haute activité. Plusieurs sites sont étudiés, mais aucune décision n'a été prise.

## Caractéristiques
Rappelons la période radioactive de quelques isotopes :
| isotope   | isotope | période                    |
| --------- | ------- | -------------------------- |
| iode      | 131I    | 8,020 7 jours              |
| césium    | 134Cs   | 2,064 8 ans                |
| krypton   | 85Kr    | 10,76 ans                  |
| tritium   | 3H      | 12,32 ans                  |
| strontium | 90Sr    | 28,78 ans                  |
| césium    | 137Cs   | 30,15 ans                  |
| carbone   | 14C     | 5 730 ans                  |
| plutonium | 239Pu   | 24 110 ans                 |
| iode      | 129I    | 15,7 millions d'années     |
| plutonium | 244Pu   | 80,8 millions d'années     |
| uranium   | 235U    | 703,8 millions d'années    |
| uranium   | 238U    | 4,468 8 milliards d'années |
| thorium   | 232Th   | 14,05 milliards d'années   |